# Adesmus brunneiceps
Adesmus brunneiceps là một loài bọ cánh cứng trong họ Cerambycidae.